# Воскресенский благочиннический округ (Нижегородская епархия)
Воскресенское благочиние (Воскресенский благочиннический округ) — благочиние Нижегородской епархии Русской Православной Церкви, объединяющее приходы на территории городского округа город Дзержинск Нижегородской области.
В настоящее время в составе благочиния действует 15 приходов.

## Приходы
1. Приход храма в честь Воскресения Христова. Настоятель — благочинный Воскресенского округа протоиерей Александр Долбунов.
  - Собор в честь Воскресения Христова (строящийся).
  - Церковь в честь Святителя Тихона и новомучеников и исповедников Российских.
  - Церковь в честь Иоанна Крестителя.
2. Храм преподобного Антония Великого построен в 2007—2010 годах, настоятель — протоиерей Борис Макаренко.
3. Храм в честь в честь священномученика Антипы, епископа Пергамского. Расположен на территории ИК № 9 в пос. Восточный (Восточная Промзона). Настоятель — благочинный Воскресенского округа протоиерей Александр Долбунов.
4. Храм в честь в честь мученицы Татианы и с нею в Риме пострадавших (строящийся). Расположен на территории Дзержинского филиала Нижегородского государственного технического университета. Настоятель — иерей Александр Тактаев.
5. Храм Всех Святых — освящён 18 сентября 2009 года архиепископом  Георгием. Расположена на единственном действующем городском кладбище.[1][2]. Настоятель — благочинный Воскресенского округа протоиерей Александр Долбунов.
6. Храм преподобного Сергия Радонежского. Закладка первого камня на городской набережной состоялась 25 декабря 2010 года.[3] Освящение крестов — 28 марта 2012 года.[4] 21 октября 2012 года митрополит Георгий освятил храм и совершил в нём первую литургию.[5]. Настоятель — благочинный Воскресенского округа протоиерей Александр Долбунов.
7. Церковь Благовещения Пресвятой Богородицы. Расположена в посёлке Желнино. Построена в 1878 году. Закрыта в 1937 году. Восстановлена в 1988 году и стала первой церковью в окрестностях Дзержинска, где были возобновлены богослужения. Настоятель — протоиерей Александр Поляшов.
8. Храм в честь Владимирской иконы Божией Матери в посёлке Пушкино. Закладной камень освящён митрополитом Николаем 28 октября 1999 года.[6] Строительство велось с 1999 по 2008 год.[6] Освящена великим чином 13 февраля 2010 года.[7][8] Каждый месяц совершаются миссионерские литургии — богослужения с комментариями.[6] Настоятель — протоиерей Александр Поляшов.
9. Храм в честь в честь муч. и исп. Михаила кн. Черниговского и боярина его Феодора, чудотворцев в Петряевке. Настоятель — протоиерей Георгий Бакшаев.
10. Храм в честь в честь Пресвятыя Живоначальныя Троицы (п. Пыра). Настоятель — иерей Михаил Серухин.
11. Храм в честь великомученика Георгия Победоносца. Настоятель — иерей Арсений Семёнов.
12. Храм в честь преподобного Серафима Саровского 25 марта 2010 архиепископ Нижегородский и Арзамасский Георгий освятил фундамент и заложил капсулу в основание алтаря.[9][10] 7 ноября 2012 года митрополитом Георгием были освящены кресты для строящегося храма.[11] Настоятель — иерей Андрей Маношкин.
13. Храм в честь в честь Архангела Гавриила в посёлке Гавриловка. Строительство началось в 2010 году.[12] В апреле 2011 года приступили к возведению стен.[13] 15 июля 2011 года благочинный протоиерей Виктор Софронов совершил чинопоследование закладки храма в честь Архангела Гавриила.[13] Настоятель — протоиерей Борис Макаренко.
14. Храм в честь святителя и чудотворца Николая (строящийся). Настоятель — благочинный Воскресенского округа протоиерей Александр Долбунов.
15. Храм в честь святого пророка Божия Илии (строящийся). Настоятель — благочинный Воскресенского округа протоиерей Александр Долбунов.

## Благочинные
- с 2005 года по 2008 год — протоиерей Сергий Жабура;
- с я 2008 года по 2013 год — протоиерей Виктор Софронов;
- с 2013 года по 2019 год — иерей Иоанн Минин;
- с 2019 года по 2020 год — иерей Андрей Рузанов;
- с 2020 года — протоиерей Александр Долбунов.

## Клирики благочиния
Духовенство:
| Номер | Клирик                        | Должности |
| ----- | ----------------------------- | --- |
| 1     | Протоиерей Александр Долбунов | Благочинный воскресенского округа Настоятель собора в честь Воскресения Христова Настоятель храма в честь Сергия Радонежского Настоятель храма в честь святителя и чудотворца Николая Настоятель храма в честь Всех Святых Настоятель храма в честь священномученика Антипы, епископа Пергамского Настоятель храма в честь пророка Божия Илии |
| 2     | Протоиерей Борис Макаренко    | Настоятель храма в честь святого Антония Великого Настоятель храма в честь Архангела Гавриила |
| 3     | Протоиерей Александр Поляшов  | Настоятель храма в честь Благовещения Пресвятой Богородицы Настоятель храма в честь Владимирской иконы Божией Матери |
| 4     | Протоиерей Георгий Бакшаев    | Настоятель храма в честь мучеников и исповедников Михаила кн. Черниговского и болярина его Федора, чудотворцев |
| 5     | Протоиерей Илия Шитов         | Штатный клирик храма в честь Благовещения Пресвятой Богородицы |
| 6     | Протоиерей Вячеслав Лопатко   | Штатный клирик храма в честь святого Антония Великого |
| 7     | Протоиерей Игорь Покровский   | Штатный клирик храма в честь преподобного Сергия Радонежского |
| 8     | Иерей Владимир Погодин        | Старший священник собора в честь Воскресения Христова |
| 9     | Иерей Михаил Серухин          | Штатный клирик собора в честь Воскресения Христова Настоятель храма в честь Святой Живоначальной Троицы |
| 10    | Иерей Андрей Маношкин         | Настоятель храма в честь преподобного Серафима Саровского |
| 11    | Иерей Арсений Семёнов         | Настоятель храма в честь великомученика Георгия Победоносца |
| 12    | Иерей Александр Тактаев       | Настоятель храма в честь мученицы Татианы |

## Образовательная деятельность
На территории благочиния расположены:
Православная гимназия в честь преподобного Серафима Саровского.
10 октября 2018 года митрополит Георгий совершил чин закладки храма в честь святого пророка Илии, который строится на территории гимназии.
Православный детский сад имени преподобного Серафима Саровского.

## Социальная деятельность
При благочинии работает социальный центр «Покров», который помогает инвалидам, малообеспеченным и многодетным семьям, беженцам из Донбасса, а также активно проводит противоабортную деятельность.

## Газеты благочиния
До октября 2019 года Воскресенское благочиние выпускало собственное периодическое издание — газету «Воскресенские вести», которая выходила с периодичностью 2 раза в месяц тиражом 999 экземпляров.